# Бабин, Пантелеймон Иванович
Пантелеймо́н Ива́нович Ба́бин (9 (21) августа 1897, Богословский завод, Российская империя — 8 мая 1972, Москва, СССР) — советский военный деятель, генерал-майор береговой службы (1944). С июля 1940 года обеспечивал мобилизационную подготовку сил ВМФ СССР перед началом Великой Отечественной войны, возглавив организационно-мобилизационное управление главного морского штаба ВМФ СССР.

## Биография
Родился 21 августа 1897 года в поселении при Богословском заводе Верхотурского уезда Пермской губернии Российской империи (ныне — город Карпинск Свердловской области).
Службу начал в 1916 году в возрасте восемнадцати лет, изначально в должности матроса-писаря. В 1918 году принимал участие в Ледовом походе Балтийского флота, а в мае-июле 1919 года в период Гражданской войны участвовал в боевых действиях в составе отряда курсантов-моряков, сражавшихся против армии генерала Юденича в ходе обороны Петрограда.
С октября 1926 года по январь 1931 года проходил обучение на военно-морском факультете Военно-морской академии РККФ.
В период советско-финляндской войны с 1939 по 1940 года, находясь в должности начальника оргмоботдела, Пантелеймон Иванович работал над мобилизационной подготовкой военно-морского флота СССР, а с 29 июля 1940 года руководил сформированным в то время организационно-мобилизационным управлением главного морского штаба ВМФ СССР (ОМУ ГМШ ВМФ СССР), обеспечивая мобилизационную подготовку сил ВМФ СССР перед началом Великой Отечественной войны.
ОМУ ГМШ ВМФ СССР было сформировано 27 июля 1940 года путём реорганизации главного морского штаба ВМФ СССР. Под руководством Пантелеймона Бабина в преддверии войны в управлении была разработана необходимая документация, которая легла в основу мобилизационной работы на флотах и флотилиях в июне 1941 года. В июне 1942 года за эту работу он был представлен к государственной награде «Орден Красной Звезды». В наградном листе было указано:

Энергично и инициативно работал над организационно-мобилизационной подготовкой Военно-Морского флота, обеспечив успешное проведение мобилизации. Дал ряд ценных предложений по организации ВМФ, в частности по новым формированиям и обеспечил проведение этих мероприятий напряженной и плодотворной работой.
— Наградной лист // Указ от 14 июня 1942 года. — С. 12
После окончания Великой Отечественной войны продолжил руководить ОМУ ГМШ ВМФ СССР и служил в рядах советской армии ещё 15 лет. Ушёл в отставку 12 апреля 1960 года, находясь в должности начальника отдела — помощника начальника кораблестроения и вооружения ВМФ СССР и в воинском звании генерал-майора.
За годы службы Пантелеймон Иванович Бабин был награждён «Орденом Ленина» (в 1945 году), дважды «Орденом Красного Знамени» (в 1944 и 1948 годах), "Орденом Нахимова II степени (в 1944 году), дважды «Орденом Красной Звезды» (в 1938 и 1942 годах), "Орденом Отечественной войны I степени (в 1945 году), именным наградным оружием (в 1957 году) и различными медалями.
Умер 8 мая 1972 года в Москве и был похоронен на Ваганьковском кладбище.